# Contea di York (Maine)
La contea di York, in inglese York County, è una contea dello Stato del Maine, negli Stati Uniti. La popolazione al censimento del 2000 era di 186 742 abitanti. Il capoluogo di contea è Alfred.

## Geografia fisica
La contea si trova nella parte sud-occidentale del Maine. L'U.S. Census Bureau certifica che l'estensione della contea è di 3292 km², di cui 2567 km² composti da terra e i rimanenti 725 km² composti di acqua.

### Contee confinanti
- Contea di Oxford - nord
- Contea di Cumberland - nord-est
- Contea di Rockingham (New Hampshire) - sud-ovest
- Contea di Strafford (New Hampshire) - ovest
- Contea di Carroll (New Hampshire) - nord-ovest

## Storia
La contea di York fu la prima contea del Maine a essere istituita nel 1652 dal Massachusetts Act. Deve il suo nome a Giacomo Duca di York (poi re Giacomo II). Nel 1760 parte dei territori della contea furono divisi per la creazione della contea di Cumberland e la contea di Lincoln.

## Comuni
- Acton - town
- Alfred (capoluogo) - town
- Arundel - town
- Berwick - town
- Biddeford - city
- Buxton - town
- Cornish - town
- Dayton - town
- Eliot - town
- Hollis - town
- Kennebunk - town
- Kennebunkport - town
- Kittery - town
- Lebanon - town
- Limerick - town
- Limington - town
- Lyman - town
- Newfield - town
- North Berwick - town
- Ogunquit - town
- Old Orchard Beach - town
- Parsonsfield - town
- Saco - city
- Sanford - city
- Shapleigh - town
- South Berwick - town
- Waterboro - town
- Wells - town
- York - town